# 林啓栄
林 啓栄（りん けいえい、Lin Qirong、1821年 - 1858年）は、太平天国の指導者の一人。林啓容とも書く。
広西省出身。金田蜂起に参加して楊秀清の部隊に属した。1853年、頼漢英の部隊が南昌で包囲されると、林啓栄と曽天養は石祥禎に従って援軍に赴き、安慶と九江を攻略した。1854年、九江の守りにつく。九江近郊の湖口は羅大綱が守りについており、林啓栄と羅大綱は1855年と1857年の2回にわたって湘軍の攻撃を撃退した。林啓栄はこの功績により「貞天侯」の地位を贈られた。後に清軍の長期の包囲に遭い、1858年5月、湘軍の李続賓と水軍の楊載福が九江を攻めると、1万7千の太平軍とともに果てた。